# آورلیانو بولونزی
آورلیانو بولونزی (ایتالیایی: Aureliano Bolognesi؛ ۱۵ نوامبر ۱۹۳۰ – ۳۰ مارس ۲۰۱۸) بوکسور اهل ایتالیا بود.